# 皮烏察河

流域-水系

皮烏察河是愛沙尼亞和俄羅斯的河流，流經沃魯縣和普斯科夫州，河道全長109公里，流域面積796平方公里，平均流量每秒5.5至6立方米，最終注入皮赫克瓦湖（普斯科夫湖）。